# Sminthopsini
 (novembre 2023).
Si vous disposez d'ouvrages ou d'articles de référence ou si vous connaissez des sites web de qualité traitant du thème abordé ici, merci de compléter l'article en donnant les références utiles à sa vérifiabilité et en les liant à la section « Notes et références ».
Tribu
Genres de rang inférieur
- Antechinomys
- Ningaui
- Sminthopsis

Smintopsini est une tribu de marsupiaux de la famille des Dasyuridae.

## Classification
- Tribu Sminthopsini
  - Genre Antechinomys
    - Antechinomys laniger

  - Genre Ningaui
    - Ningaui ridei
    - Ningaui timealeyi
    - Ningaui yvonnae

  - Genre Sminthopsis
    - S. crassicaudata
      - Sminthopsis crassicaudata

    - S. macroura
      - Sminthopsis bindi
      - Sminthopsis butleri
      - Sminthopsis douglasi
      - Sminthopsis macroura
      - Sminthopsis virginiae

    - S. granulipes
      - Sminthopsis granulipes

    - S. griseoventer
      - Sminthopsis aitkeni
      - Sminthopsis boullangerensis
      - Sminthopsis griseoventer

    - S. longicaudata
      - Sminthopsis longicaudata

    - S. murina
      - Sminthopsis archeri
      - Sminthopsis dolichura
      - Sminthopsis fulginosus
      - Sminthopsis gilberti
      - Sminthopsis leucopus
      - Sminthopsis murina

    - S. psammophila
      - Sminthopsis hirtipes
      - Sminthopsis ooldea
      - Sminthopsis psammophila
      - Sminthopsis youngsoni